# Sunset Point
Sunset Point är en ort i Kanada.   Den ligger i provinsen Alberta, i den centrala delen av landet, 2 900 km väster om huvudstaden Ottawa. Sunset Point ligger 720 meter över havet och antalet invånare är 221.
Terrängen runt Sunset Point är platt. Runt Sunset Point är det mycket glesbefolkat, med 3 invånare per kvadratkilometer.. Närmaste större samhälle är Alberta Beach, 3,7 km söder om Sunset Point. 